# Июльская монархия
Ию́льская мона́рхия (фр. monarchie de Juillet) — период в истории Франции от Июльской революции 1830 года, покончившей с режимом Реставрации, до Февральской революции 1848 года, установившей Вторую республику.
Революция 1830 года носила либеральный характер: она была произведена буржуазией, недовольной реакционными тенденциями правительства, и отстаивавшей хартию 1814 года. Принявшие в ней участие рабочие стремились к демократической республике. Исход революции был благоприятен для буржуазии: Бурбоны пали, на трон был возведён Луи-Филипп I, герцог Орлеанский (30 июля 1830 года — в качестве «наместника королевства», 9-го августа — в качестве короля); 14 августа 1830 г. была опубликована обновлённая хартия, с несколько более расширенной компетенцией парламента и лучшим обеспечением его господства, с ответственностью министерства, с судом присяжных для преступлений печати. Более важным нововведением было распространение избирательного права (совершённое, впрочем, не конституцией, а особым избирательным законом) на плательщиков 200 франков прямых налогов, что удвоило число избирателей (до 200 000). Избиралась палата на 5 лет.

## Социальная структура
Главным результатом революции было обеспечение парламентаризма и прав личности, и некоторое расширение господствующего класса. Однако характер этого класса остался тот же; как монархия Бурбонов была господством крупной буржуазии, так им осталась и июльская монархия; но в первой буржуазии приходилось отстаивать свои права от посягательств феодального дворянства, во второй — последнее было сломлено и опасность появилась снизу, преимущественно со стороны мелкой буржуазии и рабочих, которые являлись республиканской оппозицией, имевшей лишь очень слабую возможность действовать через парламент. Парламент при Людовике-Филиппе не был однороден; в нём были сменявшиеся партии, боровшиеся друг с другом — но наиболее серьёзная и опасная оппозиция была вне палаты. Если главным требованием оппозиции в эпоху реставрации было соблюдение уже существующей (на бумаге) хартии, с её свободой слова и иными правами личности, то главные требования оппозиции в эпоху июльской монархии сводились к изменению конституции, всеобщему избирательному праву, республике. Среди этих общественных классов распространились в течение 1830-х и 1840-х годов социалистические учения.
Сенсимонисты обратились со своим манифестом к населению уже 30 июля 1830 года, но серьёзное значение приобрели лишь в следующие годы. В эпоху июльской монархии появились в свет главные социалистические произведения Л. Блана, Прудона и др. Волнения, наполняющие первую половину царствования Людовика-Филиппа, имели нередко характер социалистический. В министерство 11 августа 1830 года вошли члены как более радикальной (из правительственных) «партии движения» (Лаффитт, Дюпон, Жерар), так и более консервативной «партии сопротивления» (Казимир Перье, Гизо, Моле, Брольи, Луи); первая хотела вести борьбу с клерикализмом и поддерживать демократическое движение в стране, вторая считала революцию законченной, и старалась положить предел республиканскому движению. Министерство опиралось на прежние палаты, из которых удалены были лица, не пожелавшие принести присягу новой конституции.
3 ноября 1830 года, вследствие выхода в отставку Гизо и его сторонников, формирование кабинета было поручено Лаффитту. Он должен был провести процесс министров Карла Χ (см. Полиньяк), обвиняемых в измене и преданных палатой депутатов суду пэров. Значительная часть населения Парижа требовала их казни, не раз угрожая взять приступом тюрьму, которую приходилось охранять военной силой. Четыре министра были приговорены в декабре 1830 года к пожизненной тюрьме; их процесс не раз вызывал серьёзные уличные беспорядки, во время которых общественные элементы, не удовлетворённые исходом революции 1830 года, хотели осуществить новую.
За власть боролись и сторонники Режима Реставрации, выставлявшие кандидатом на трон малолетнего Генриха V, герцога Бордосского (сына герцога Беррийского), в пользу которого отрёкся от престола Карл X. 14 февраля 1831 года, в годовщину смерти герцога Беррийского, они произвели демонстрацию в форме торжественной панихиды в Париже. Народная масса отвечала разгромом церкви и дома архиепископа.
В 1832 году вдова герцога Беррийского, назначенная Карлом Χ регентшей на время малолетства её сына, попыталась вызвать серьёзное восстание в Вандее и сама стала во главе инсургентов, выдержавших несколько сражений с правительственными войсками, но была арестована во время бегства.
Революция во Франции нашла отклик в революционной Бельгии и восставшей Польше; радикальная партия во Франции стремилась поддерживать движение в этих странах, но этого не желали ни король, ни партия сопротивления. Из-за столкновения с короной по этому вопросу Лаффитт вышел в отставку, в марте 1831 года, и был заменён К. Перье († 16 мая 1832 года). При нём была распущена палата депутатов, и избрана новая, на основании нового, пониженного избирательного ценза. После смерти К. Перье некоторое время заведовал делами его кабинет, пока не было сформировано министерство «11 октября» (1832), под номинальным председательством маршала Сульта; цвет ему придавали министр внутренних дел Тьер и министр народного просвещения Гизо. Оно продержалось до начала 1836 года.
Торгово-промышленный кризис, разразившийся в 1830—1831 годах и создавший массу безработных, особенно в Париже, а также холера 1832 года (от которой умер К. Перье) вызывали постоянные волнения в стране, действовали удручающим образом на биржу, и ставили министерство в чрезвычайно затруднительное положение. Кроме уже названного легитимистского, особенное значение имели восстания в Париже и Лионе.

### Восстания в Париже и Лионе
Париж, 1832 год
Восстание в Париже произошло 5 и 6 июня 1832 года, по поводу похорон генерала Ламарка. Оно было подготовлено тайным обществом «прав человека»; рабочие и безработные, подкреплённые польскими, итальянскими и немецкими эмигрантами, провозгласили республику и построили баррикады на некоторых улицах, но были рассеяны после упорного боя.
Лион, 1834 год
Восстание в Лионе, 9—14 апреля 1834 года, вызвано было, с одной стороны, стачкой рабочих, с другой — суровыми полицейскими мерами против политических сообществ. Сопротивление рабочих длилось 5 дней, после чего баррикады были взяты, произошла резня и инсургенты частью погибли, частью были арестованы. Восстание имело отголосок в Париже, столь же неудачный.
Процесс обвиняемых апрельского восстания
С марта 1835 по январь 1836 года тянулся в палате пэров процесс 164 обвиняемых за участие в апрельском восстании (во время процесса 28 обвиняемых, в том числе Г. Кавеньяк и Арман Маррас, бежали из тюрьмы); он окончился обвинительными приговорами, которые были отменены амнистией в мае 1836 года.
Париж, 1839 год
Последнее серьёзное восстание имело место в Париже в 1839 году (Барбес, Бланки и др.) и было организовано тайным «Обществом времён года». Другим проявлением недовольства были многочисленные покушения на жизнь короля (не менее 7), хотя они совершались всегда отдельными лицами или небольшими группами на свой страх и ответственность, а не по мысли целой партии. Известнейшее из них — покушение Фиески, в 1835 году.
Пресса
Наконец, более планомерным и сознательным выражением недовольства была борьба с правительством в печати. Печать при Луи-Филиппе стала гораздо свободнее, чем была раньше. «Tribune», «National» и др., а также юмористические газеты «Charivari» и «Caricature» вели систематическую кампанию против правительства, не стесняясь осмеивать самого Луи-Филиппа. За 4 года «Tribune» подверглась 111 судебным преследованиям и её редакторы 20 раз были приговорены, в общей сложности, к 49 годам тюрьмы и 157 тыс. франкам штрафа. Для борьбы с этими проявлениями недовольства правительство, всегда находя опору в палатах, прибегало к репрессивным мерам.
Законы
Ещё в 1830 году был издан закон об оскорблении величества и палат и о возмутительных прокламациях, в 1831 году — закон, запрещавший уличные сборища, в 1834 году — закон, запрещавший держать у себя оружие без разрешения, и закон об ассоциациях, в силу коего все ассоциации из более чем 20 членов нуждались в предварительном правительственном разрешении, которое в любую минуту могло быть взято назад; принадлежность к неразрешённым ассоциациям каралась тюрьмой до 1 года и штрафом до 1000 франков.
Покушением Фиески правительство воспользовалось, чтобы провести так называемые сентябрьские законы (1835) об изменении порядка судопроизводства в политических делах, об отмене требовавшегося до тех пор большинства ²/3 голосов для обвинительных приговоров присяжных, и наконец, закон о печати, признававший оскорбление короля в печати государственной изменой, подсудной палате пэров (штраф до 50 000 франков и тюремное заключение); тот же закон о печати повышал залог с ежедневных газет до 100 000 франков. Однако и он не мог убить оппозиционную прессу. С другой стороны, министерство 11 октября провело закон 1833 года о местном самоуправлении, заменявший назначаемые генеральные и окружные советы выборными, на основе довольно высокого имущественного ценза. Таким образом, и этот по форме либеральный закон имел в виду интересы только богатых классов.
Смена правительств
В 1836 году министерство 11 октября, несколько раз переменившее своего президента (Сульт, Жерар, Мортье, Брольи), но в сущности остававшееся тем же самым (был только трёхдневный перерыв, когда оно выходило в отставку), пало вследствие соперничества между Тьером и Гизо. К этому времени в палате депутатов образовалась новая группировка партий. Большинство делилось на правый центр (Гизо) и левый центр (Тьер); между ними стояла небольшая и довольно бесцветная третья партия (tiers parti, Дюпен). Оппозицию составляли немногочисленные легитимисты, сторонники Генриха V (Берье), и династическая левая (Одилон Барро); позднее появилась ещё менее многочисленная радикальная левая (Ледрю-Роллен, Араго).
Министерству 11 октября наследовало министерство Тьера (с февраля по август 1836 года), затем Моле (1836—1839), сперва с Гизо, потом без него, и Сульта (1839—1840). Последние два министерства были личными министерствами короля, лишёнными собственной воли и стремлений. Моле пал вследствие неблагоприятного для него исхода общих выборов, Сульт — вследствие непринятия палатой потребованных им денежных назначений герцогу Немурскому (второму сыну короля) и его невесте.
Следующее министерство, Тьера (март—октябрь 1840 года), решило поддержать Мухамеда Али египетского против Турции и четверного союза (Англии, России, Пруссии, Австрии) и стало готовиться к войне с последним; но миролюбивый король решительно отказался включить соответственное заявление в свою тронную речь, и Тьер вышел в отставку.
Его место заняло министерство Гизо (сперва, до 1847 года, под фиктивным председательством Сульта), продержавшееся более семи лет и павшее лишь вследствие революции («министерство мира»). Положительная деятельность министерства Гизо была крайне ничтожна; «что сделано за 7 лет? — говорил в палате один депутат в 1847 году — Ничего, ничего и ничего!» Это не совсем точно. В 1841 году проведён первый во Франции закон о детском труде на фабриках; во время министерства Гизо шла постройка железных дорог (к 1850 году их сеть равнялась 2996 км, в 1840 году — только 427), построены укрепления вокруг Парижа и т. д. Но главная задача Гизо состояла не в том, чтобы создавать что-либо новое, а в том, чтобы охранять существующее. Его политика, как и политика его предшественников в эпоху июльской монархии, только ещё в большей степени, была направлена к поддержанию и защите интересов плутократии. Биржевые спекуляции, поощряемые правительством, развились до небывалых ранее размеров. Продажность и подкупность проникли в высшие сферы, в степени, невиданной со времени старой монархии. Обнаружились грубейшие хищения в арсенале в Рошфоре, при поставках провианта для армии. Пэр Франции, бывший министр Тест (фр. Jean-Baptiste Teste), брал по 100 000 франков за раздачу монополий, брал крупные взятки также другой пэр Франции, Кюбьер (фр. Amédée Despans-Cubières), дважды бывший военным министром. Эти факты были раскрыты и доказаны в суде; в печати и обществе возбуждались десятками обвинения такого же рода против других, столь же высокопоставленных лиц, и обвинения нередко убедительные, — но правительство старалось заминать подобные дела. Сам Гизо, лично человек бескорыстный, широко практиковал подкуп (в особенности раздачей мест депутатам и др. лицам) для своих политических целей, и однажды сознался в палате, что во Франции иногда практикуется продажа должностей. Несмотря на это, общий экономический итог правления Луи-Филиппа есть подъём благосостояния.
Рост благосостояния
Обыкновенно рост благосостояния вызывает численный рост населения; Франция составляла исключение: в ней рост населении был слаб, и начало заметного замедления его относилось именно к эпохе Луи-Филиппа. Население Франции (если считать только территорию нынешней Франции) в 1821 году равнялось 29,8 млн, и ежегодный прирост населения в это время был 0,87 %, что не представляло ничего исключительного. В 1831 году население = 31,7 млн, прирост 0,41 %, то есть медленный; в 1851 году — 34,9 млн, прирост — 0,20 %, то есть весьма медленный (в 1895 году — 38,5, прирост — 0,09 %, то есть его почти не существовало).
Итог этот создавался не эмиграцией, поскольку её из Франции почти не было (во многие годы иммиграция даже превышала), и не увеличением смертности (сравнительно мала), а уменьшением рождаемости. С 1830 года начинался быстрый рост городов, который с излишком поглотил общий прирост населения, так что численность сельского населения уменьшилась. При Луи-Филиппе число лиц, пользовавшихся правом голоса, увеличилось с 200 до 240 тысяч; ценз не изменился — следовательно, увеличилось число состоятельных людей.
Национальное богатство возросло значительно, так же, как и производительность страны. Площадь обрабатываемой земли в 1815 году — 23 млн гектаров, в 1852 году — 26 млн; общая производительность земледелия в 1812 году — 3 000 млн франков, в 1850 году — 5 000 млн франков (при ценах, изменившихся мало). Обрабатывающая, в особенности фабричная промышленность выросла ещё гораздо более значительно. Обороты внешней торговли в 1827 году составляли 818 млн франков, в 1847 году — 2 437 млн франков. Вместе с ростом обрабатывающей промышленности вырос численно рабочий класс, который играл крупную политическую роль уже при Людовике-Филиппе. Эти условия сначала содействовали устойчивости монархии Людовика-Филиппа, но они же, вызвав к жизни или усилив (численно и экономически) более мелкую буржуазию и рабочих, подготовили её падение.
При сформировании министерства Гизо крайняя оппозиция в стране была сломлена; восстания прекратились.
Оппозиция
В парламенте Гизо умело балансировал между партиями; тем не менее прежняя династическая оппозиция, чувствуя поддержку в крайней левой, отчасти уже проникшей в парламент, говорила очень смелым языком и многократно вносила в парламент требование двух существенных реформ — парламентской и избирательной. Первая имела в виду добиться независимости депутатов (несовместимости, за некоторыми исключениями, депутатских полномочий с должностями на государственной службе); вторая клонилась к расширению избирательного права на определённые категории лиц (capacités, то есть имеющие дипломы высших учебных заведений, и т. д.) и к понижению имущественного ценза до 150, 100 или 50 франков. Династическая оппозиция не шла дальше; радикалы требовали всеобщего избирательного права. Гизо отвергал все подобные предложения, доказывая, что «число лиц, способных со смыслом и независимостью пользоваться политической властью, не превышает во Φранции 200 000», и требовал от палаты, чтобы она «занималась насущными задачами, которые ставит время, и отвергала вопросы, предлагаемые легкомысленно и без нужды». Располагая послушным большинством, он в палате легко добивался своей цели. Не так легко было справиться с оппозицией в стране, где быстро росло республиканское и социалистическое настроение. Появилась католически-демократическая партия; приходилось считаться и с возрождением Наполеоновской легенды.

## Луи-Наполеон Бонапарт
До последней работали и такие люди, как Тьер, и демократы Беранже, Ж. Санд и др. Само правительство содействовало её распространению (на Вандомской колонне была поставлена статуя Наполеона, в Париж был торжественно перевезён прах Наполеона; и то, и другое — дело Тьера). Правительство не придавало серьёзного значения Луи Наполеону, который после смерти в 1832 году герцога Рейхштадтского (Наполеона II), был главой семьи и подготавливал себе дорогу к трону; к двум его попыткам государственного переворота (Страсбургская 1836 и Булонская 1840; см. Наполеон III) оно отнеслось снисходительно.

## Февральская революция 1848
Между тем, вокруг имени Наполеона сгруппировалась значительная, разнородная партия. В усилении недовольства существующим режимом довольно значительную роль сыграла неудачная иностранная политика кабинета Гизо, в частности — вопрос об испанских браках, рассоривший Францию с Англией. Оппозиционное движение в 1847 году вылилось в форму банкетной кампании, инициатором которой был Одилон Барро, «стремившийся к реформе для избежания революции». Банкетная кампания (см. Революция 1848 года во Франции) окончилась взрывом 23—24 февраля 1848 года, свергнувшим Людовика-Филиппа и восстановившим во Франции республиканский строй.